# Bo Rydstedt (jurist, född 1941)
Bo Staffan Rydstedt, född 10 december 1941 i Lindesberg, är en svensk jurist som var lagman i Lidköpings tingsrätt från 1984 till 2008.
Rydstedt blev juris kandidat vid Uppsala universitet 1965 och genomförde sin tingstjänstgöring 1966–1969 innan han blev fiskal i Svea hovrätt 1969. Han tjänstgjorde vid finansdepartementet och handelsdepartementet 1975–1978. Han var rådman i Lidköpings tingsrätt 1978–1984 och lagman där 1984–2008.
Rydstedt är son till lagman Bo Rydstedt och hans maka Maud, född Axelson. Han är sedan 1974 gift med Ulla-Britt, född Larsson 1949.